# Крестон (Огайо)
Крестон (англ. Creston) — селище (англ. village) в США, в округах Вейн і Медіна штату Огайо. Населення — 2139 осіб (2020).

## Географія
Крестон розташований за координатами 40°58′35″ пн. ш. 81°54′0″ зх. д. / 40.97639° пн. ш. 81.90000° зх. д. (40.976335, -81.900020).  За даними Бюро перепису населення США в 2010 році селище мало площу 5,84 км², уся площа — суходіл.

## Демографія
Згідно з переписом 2010 року, у селищі мешкала 2171 особа в 865 домогосподарствах у складі 617 родин. Густота населення становила 372 особи/км².  Було 921 помешкання (158/км²).
Расовий склад населення:
| - 96,9 % — білих - 0,7 % — азіатів - 0,4 % — чорних або афроамериканців - 0,1 % — корінних американців |

До двох чи більше рас належало 1,8 %. Частка іспаномовних становила 1,0 % від усіх жителів.
За віковим діапазоном населення розподілялося таким чином: 24,5 % — особи молодші 18 років, 58,5 % — особи у віці 18—64 років, 17,0 % — особи у віці 65 років та старші. Медіана віку мешканця становила 40,2 року. На 100 осіб жіночої статі у селищі припадало 92,5 чоловіків;  на 100 жінок у віці від 18 років та старших — 92,7 чоловіків також старших 18 років.
Середній дохід на одне домашнє господарство  становив 55 077 доларів США (медіана — 49 342), а середній дохід на одну сім'ю — 65 302 долари (медіана — 61 875). За межею бідності перебувало 12,1 % осіб, у тому числі 14,6 % дітей у віці до 18 років та 4,5 % осіб у віці 65 років та старших.
Цивільне працевлаштоване населення становило 1022 особи. Основні галузі зайнятості: виробництво — 23,8 %, освіта, охорона здоров'я та соціальна допомога — 18,5 %, мистецтво, розваги та відпочинок — 8,6 %, науковці, спеціалісти, менеджери — 7,2 %.